# Dany Dubé
Pour les articles homonymes, voir Dubé.
Dany Dubé est un chroniqueur sportif et animateur de radio québécois né à Baie-Comeau le 11 mai 1961. Il couvre régulièrement les parties de Canadiens de Montréal sur les ondes du 98.5 FM à Montréal avec Martin McGuire.

## Biographie sommaire
Au terme d'un programme d'études en éducation physique à l'UQTR, Dany Dubé devient entraîneur de hockey, actif à la fois au sein de la Ligue canadienne de hockey, de la Ligue de hockey midget AAA et au hockey universitaire.
Il est au sommet de sa carrière pendant les Jeux olympiques d'hiver de 1994 à Lillehammer, où il est entraîneur adjoint de l'équipe canadienne, après quoi il se réoriente vers la LHJMQ, passant au réseau TVA en 1998. 
Chroniqueur sportif du Canal Nouvelles jusqu'à juin 2007, il transmet en direct les parties des Canadiens de Montréal sur la station CKAC.
En 1996 et en 1997, Dany Dubé a été sélectionneur de l'équipe de France de hockey.
Il est également conférencier en plusieurs pays, de par ses capacités reconnues à titre de commentateur. 
Le 4 juin 2007, Claude Poirier a annoncé aux auditeurs du 98.5 FM, à Montréal, que Dany Dubé quittait TVA pour se joindre à l'équipe de Radio-Canada.
Dany Dubé, « reconnu pour son langage châtié », est actuellement analyste invité/attitré pour les chroniques de parties des Canadiens de Montréal, diffusées sur les ondes du 98.5 FM, avec Martin McGuire comme descripteur de match.
En décembre 2009, Dany Dubé fut sélectionné parmi les 100 personnes les plus influentes de la LNH selon le magazine The Hockey News, se classant au 93e rang.
Le 3 mai 2016, il quitte Radio-Canada afin de faire un retour à TVA après près de 10 ans d'absence. Il coanimera une émission avec l'informateur hockey Renaud Lavoie sur les ondes de TVA sports, nommée « Lavoie & Dubé ». 
En septembre 2019, il quitte TVA Sports pour RDS.